# Cylichna alba
Cylichna alba är en snäckart som först beskrevs av T. Brown 1827.  Cylichna alba ingår i släktet Cylichna och familjen Cylichnidae. Arten är reproducerande i Sverige. Inga underarter finns listade i Catalogue of Life.